# Christine Wachtel
Christine Wachtel, född den 6 januari 1965 i Altentreptow i Mecklenburg-Vorpommern i Östtyskland, är en tysk före detta friidrottare som tävlade huvudsakligen på 800 meter och representerade Östtyskland under större delen av sin karriär. 
Wachtel genombrott kom när hon 1983 blev tvåa på junior-EM på 800 meter. 1987 deltog hon i inomhus VM i Indianapolis där hon vann guld på 800 meter på tiden 2.01,32. Senare samma år blev hon tvåa vid VM i Rom, slagen av landsmannen Sigrun Wodars. Wachtels tid i finalen 1.55,32 blev den bästa tid som hon någonsin noterade på 800 meter. Inomhus vann hon samma år EM i Lievin före Wodars.
Wachtel deltog vid Olympiska sommarspelen 1988 i Seoul där hon slutade på andra plats med tiden 1.56,64. Återigen var det Wodars som vann guldet. Vid VM inomhus året efter i Budapest försvarade hon sitt guld när hon vann på tiden 1.59,24. 
Wachtel deltog även vid EM 1990 där hennes 1.56,11 räckte till silver återigen efter Wodars. Vid inomhus VM 1991 lyckades hon för tredje gången försvara sitt guld segertiden denna gång blev 2.01,51. Utomhus deltog hon vid VM i Tokyo där hon bara slutade sexa i finalen på 800 meter med tiden 1.58,90. Däremot blev det medalj med Tyskland i stafett 4 x 400 meter efter Sovjetunionen och USA.
Hon deltog även vid Olympiska sommarspelen 1992 i Barcelona där hon blev utslagen redan i försöken. Hennes sista mästerskapsstart blev VM i Stuttgart 1993 där hon blev utslagen i semifinalen.